# Bajramovići
Bajramovići su naselje u općini Srebrenica, Republika Srpska, BiH.

## Stanovništvo
Nacionalni sastav stanovništva 1991. godine, bio je sljedeći:
ukupno: 423
- Bošnjaci - 419
- Srbi - 9
- ostali, neopredijeljeni i nepoznato - 4